# ニコール・ボベック
ニコール・ボベック（Nicole Bobek、1977年8月23日 - ）は、イリノイ州シカゴ出身の元女性フィギュアスケート選手。1995年全米チャンピオン、世界フィギュアスケート選手権3位、1998年長野オリンピック米国代表。

## 経歴
イリノイ州シカゴに生まれ、3歳でスケートを始めた。1989年全米選手権ノービスクラスで2位となり、翌1990年の全米選手権ではジュニアクラスで4位となるなど頭角を現した。
オリンピックシーズンであった1993-1994年シーズンの全米選手権では、トーニャ・ハーディング、ミシェル・クワンに次ぐ3位となったが、リレハンメルオリンピックの女子シングルアメリカ代表枠は2枠であったことやナンシー・ケリガンが特例でのオリンピックアメリカ代表入りとなったため、ミシェル・クワンとともに補欠となった。同年の世界選手権では、ナンシー・ケリガンとトーニャ・ハーディングの2人が出場を辞退したため、ミシェル・クワンと共に出場したが予選落ちという結果に終わった。
1994-1995年シーズンの全米選手権では優勝を果たし、1995年世界選手権では3位となった。2連覇のかかった1995-1996年シーズンの全米選手権はケガのため欠場する。1997-1998年シーズンの全米選手権でタラ・リピンスキー、ミシェル・クワンに次ぐ3位となり、長野オリンピック代表を勝ち取った。長野オリンピックではショートプログラム、フリースケーティングともに17位、総合でも17位に終わった。
1998年長野オリンピックの時にはパナソニックのCMに起用されていた。
1998-1999年シーズンの途中でケガのため試合を欠場。のちに引退し、プロスケーターとしてアイス・ウォーズやチャンピオンズ・オン・アイスなどに出演。
2017年1月24日、サーカスパフォーマーのペドロ・サントスと結婚した事を報告した。

## 不祥事
アマチュア現役当時、不法侵入などでの逮捕歴があった（長野オリンピックの報道、スケート中継では「更生した不良少女」として取り上げられていた）。
2009年7月6日、覚せい剤成分であるメタンフェタミンの販売組織に関わった容疑で逮捕された。
2010年8月、組織に関わっていたことと薬物使用の事実を認めたことから、司法取引により、5年の執行猶予と保護観察処分、8千ドルの罰金と社会奉仕活動250時間を行うことを命じる判決が言い渡された。現在はフロリダ州のアイスリンクに勤務し、ジュニアのアイスホッケー選手にスケーティングを教えるなどしている。また、かつての練習仲間でもあったトッド・エルドリッジ、ジョジョ・スターバックらの助けもあり、2011年からはショーにも復帰している。

## 主な戦績
| 大会/年            | 1990-91 | 1991-92 | 1992-93 | 1993-94 | 1994-95 | 1995-96 | 1996-97 | 1997-98 | 1998-99 |
| ------------------ | ------- | ------- | ------- | ------- | ------- | ------- | ------- | ------- | ------- |
| オリンピック       |         |         |         |         |         |         |         | 17      |         |
| 世界選手権         |         |         |         | 落      | 3       |         | 13      |         |         |
| 世界Jr.選手権      | 4       |         | 16      |         |         |         |         |         |         |
| 全米選手権         | 8       | 7       | 5       | 3       | 1       |         | 3       | 3       |         |
| GPスケートアメリカ |         |         | 6       |         | 7       | 6       |         |         | 4       |
| GPロシア杯         |         |         |         |         |         |         |         | 6       |         |
| GPスケートカナダ   |         |         |         |         |         |         |         | 5       |         |
| GPラリック杯       |         |         |         | 5       |         |         |         |         | 2       |
| GPネイションズ杯   |         |         |         |         |         | 3       |         |         |         |
| KSM                | 1       |         |         |         |         |         |         |         |         |